# Никитин, Сергей Андреевич
Сергей Андреевич Никитин (род. 6 апреля 1993, Пермь) — российский волейболист, доигровщик, мастер спорта международного класса.

## Карьера
Сергей Никитин — воспитанник пермского волейбола, его первым тренером была Светлана Викторовна Окулова. С 2010 года выступал за волейбольный клуб «Прикамье».
В ноябре 2010 года дебютировал в юниорской сборной России под руководством Владимира Кондры и стал победителем чемпионата Восточноевропейской зональной ассоциации в латвийском Талси. В апреле 2011 года выиграл бронзовую медаль на чемпионате Европы среди юношей в Анкаре.
В 2012 году был вызван Сергеем Шляпниковым в молодёжную сборную России, в составе которой выиграл золотую медаль и титул лучшего нападающего на международном турнире памяти Юрия Чеснокова в Раменском, а также выступал на чемпионате Европы в Гдыне и Раннерсе, где российская команда заняла 5-е место. В мае 2013 года был капитаном молодёжной сборной на отборочном турнире чемпионата мира, но из-за травмы плеча не смог принять участие в матчах финальной стадии мирового первенства в Турции.
В чемпионате России-2014/15 Сергей Никитин пробился в стартовый состав «Прикамья», а по его окончании провёл насыщенный сезон в сборных и стал бронзовым призёром Европейских игр в Баку, победителем Универсиады в Кванджу и чемпионата мира U23 в Дубае.
С сезона-2015/16 выступал за кемеровский «Кузбасс». В его составе в 2017 году стал серебряным призёром Кубка России, а в сезоне-2018/19 — чемпионом страны.
В августе 2017 года в составе студенческой сборной России выиграл серебряную медаль на Универсиаде в Тайбэе.
В июне 2019 года перешёл из «Кузбасса» в московское «Динамо», однако не смог закрепиться в составе, поэтому в январе 2020 года был отдан в аренду в нижневартовский «Самотлор», а в мае 2020 года — в уфимский «Урал». Летом 2021 года продолжил карьеру в другой команде Суперлиги — в оренбургском «Нефтянике», откуда в феврале 2022 года перешёл в новосибирский «Локомотив», с которым в мае стал серебряным призёром чемпионата России. Осенью того же года вернулся в «Урал». Сезон-2023/24 начинал в команде высшей лиги «А» «Ярославич», из которого в декабре 2023 года перешёл в турецкий «Девели».